# الطاقة النووية في الأردن
بدأ العمل على إدخال الطاقة النووية إلى الأردن، عام 1980  ، في وزارة الصناعة والتجارة. ولقد تطور العمل في أربع مراحل متمايزة: المرحلتان الأولى والثانية، من عام 1980- 1997؛ ويمكن وصفهما بمرحلتي التأسيس والنمو. وفيهما: تم تأسيس البنية المؤسسية والتنظيمية للطاقة النووية في الأردن؛ بدءاً من: موظف واحد عام 1980؛ إلى قسم عام 1981؛ ثم مديرية، عام 1989؛ ثم مشروع هيئة وطنية مستقلة للطاقة النووية، عام 1992؛ ووضعت الدراسات والخطط الأساسية لإدخال الطاقة النووية إلى الأردن؛ والأطر القانونية والتشريعية للطاقة النووية في الأردن؛ ونفذت جميع المشاريع التي تضمنتها خطة العمل التي وضعت عام 1986 تحت اسم مشروع البرنامج النووي الأردني أو البرنامج النووي الأردني؛ والتي ظلت تشكل ملامح هذا البرنامج حتى الآن. والمرحلة الثالثة، من عام 1997- 2007: ويمكن وصفها بمرحلة الاستقرار، وفيها شهد العمل تركيزاً على الجانب الخدمي المتمثل في التدريب وعمليات قياس الإشعاع والترخيص. والمرحلة الرابعة من عام 2007 وحتى الآن (2013): وهي مرحلة المشاريع الكبرى، وفيها تم الإعلان عن 
نية الحكومة الأردنية في بناء أربع محطات نووية، بقدرة 1000 ميجا واط لكل منها؛ بهدف: إنتاج الكهرباء، وتحلية مياه البحر، لسد حاجة الأردن من الماء والكهرباء، وتحويله إلى بلد مصدر للطاقة، بحلول عام 2030؛ واستخراج اليورانيوم من الأراضي الأردنية، لتمويل مشروع المحطات، وتشغيلها، وتصدير اليورانيوم المخصب.

## منهجية العمل لإدخال الطاقة النووية إلى الأردن
سارت عملية إدخال الطاقة النووية إلى الأردن وفق منهجية عمل متدرجة ومتصاعدة؛ وكانت المنهجية المتبعة، في البداية، في غياب الإمكانيات المادية والقوى البشرية الكافية: أن تقوم «إدارة الطاقة النووية» بوضع الخطط والدراسات الأساسية؛ بالتعاون مع المؤسسات المستفيدة؛ وأن يتم توزيع المشاريع، التي تثبت جدواها، لتنفذ في المؤسسات الوطنية المعنية، كل مؤسسة حسب طبيعة عملها وتخصصها ؛ وأن تختص «إدارة الطاقة النووية» بتنفيذ المشاريع المتعلقة بالبنية التحتية النووية والتدريب والترخيص والرقابة والمتابعة والتطوير. ولتحقيق هذه الغاية تم تشكيل لجان تنسيقية متخصصة، للزراعة والطب والصناعة.. الخ؛ تشارك فيها جميع المؤسسات المعنية بكل قطاع؛ تحت إشراف مباشر، من مكتب تنسيق متخصص ينشأ في «إدارة الطاقة النووية»؛ على غرار تجربة الطاقة الذرية في إندونيسيا ؛ ولقد شمل العمل، في الطاقة النووية في الأردن أربعة محاور، وهي: 
- الدراسات والخطط الأساسية لإدخال الطاقة النووية إلى الأردن؛
- الأطر القانونية والتشريعية للطاقة النووية في الأردن؛
- مشاريع البرنامج النووي الأردني.
- الإدارات والمصادر البشرية في البرنامج النووي الأردني.

## نتائج العمل لإدخال الطاقة النووية إلى الأردن
ومع قلة الإمكانيات المتاحة، وندرة القوى البشرية، فلقد أسفر العمل، في غضون أقل من عقدين، من عام 1980 إلى عام 1997، عن أهم النتائج التالية:
1- البنية التحتية النووية: إنشاء البنية التحتية للطاقة النووية؛ بما في ذلك المقر الدائم ومختبرات هيئة الطاقة النووية، في منطقة شفا بدران، قرب العاصمة عمان؛ ومقبرة النفايات المشعة في منطقة سواقة جنوب العاصمة؛ أنظر البرنامج النووي الأردني.
2- التنمية القطاعية: إنشاء وتطوير بؤر عمل نووية متخصصة (في الطب والزراعة والمياه والصناعة.. الخ)، في جميع المؤسسات المعنية في القطاعين العام والخاص؛ بهدف تحويلها، مع الزمن، إلى أقسام وإدارات ومعاهد متخصصة، في قطاعات التنمية والمؤسسات المعنية؛ أنظر البرنامج النووي الأردني.
3- التطبيقات النووية: إنشاء 28 مشروعاً محلياً، ومتابعة حوالي نفس العدد من المشاريع الإقليمية؛ في جميع القطاعات الاساسية؛ استفادت منها 30 جهة حكومية وخاصة؛ أنظر مشروع البرنامج النووي الأردني.
4- القوى البشرية النووية: تدريب حوالي 3000 شخص (طبيب أسنان، وطبيب أشعة، وفني أشعة، ومهندس، وفيزيائي... الخ)، في الداخل والخارج (منهم 26 شخصاً على مستوى الدكتوراه والماجستير؛ و150 شخصاً تدريب متقدم متخصص في العلوم النووية وتطبيقاتها؛ و2000 طبيب أسنان؛ وإجازتهم في المستويات الثلاثة من مستويات التأهيل في العمل الإشعاعي؛ أنظر الإدارات والمصادر البشرية في البرنامج النووي الأردني.
5- البحث العلمي: مساعدة المؤسسات الوطنية (الوزارات والجامعات والجمعية العلمية الملكية والمجلس الأعلى للعلوم والتكنولوجيا وسلطة المياه الأردنية الخ) لتطوير إمكانيات البحث العلمي فيها؛ وتوفير منح وزيارات العلمية للباحثين في دول متقدمة في المجال النووي. ومباشرة العمل في البحث العلمي في مديرية الطاقة النووية؛ في مجالات الزراعة، وترشيد استخدام المبيدات الحشرية، وحفظ البيئة، ونمذجة الحوادث النووي؛ أنظر البرنامج النووي الأردني.
6- الترخيص الإشعاعي: ترخيص العاملين في المجال الإشعاعي والنووي (حوالي 2272 شخص)؛ و 1130 موقع عمل (شركة، ومختبر، وجامعة، وعيادة، الخ). بما في ذلك: مركز السرطان الأردني، ومستشفى البشير، والخدمات الطبية الملكية، والشركة الأردنية السويدية لصناعة الأدوية الخ. ومساعدة هذه المؤسسات في تصميم مواقع استخدام الإشعاع والدروع الواقية من الإشعاع
7- الرقابة الإشعاعية: إنشاء سجل المؤسسات والشركات التي تستخدم الإشعاع؛ وسجل العاملين بالإشعاع؛ وسجل بمصادر الإشعاع المستخدمة في المملكة، في القطاعين العام والخاص؛ وتنفيذ زيارات مبرمجة ومفاجئة، لمواقع استخدام وتخزين أجهزة الإشعاع والمواد المشعة؛ وإجراء قياسات للتحقق من سلامة العاملين والبيئة وعامة الناس؛ وكذلك المرضى الذين يتعرضون للإشعاع، في المستشفيات والعيادات التي تستخدم مصادر الإشعاع، للعلاج والتشخيص؛ ولقد تضمن أول سجل رسمي لمصادر الإشعاع في الأردن 2980 مصدراً هي:..
- وحدتا كوبالت - 60، طبية: بفعالية مقدارها 5000 كيوري و13,000 كيوري.
- 3 مسارعات خطية، طبية: 18 و20 ميجا إلكترون فولت، أشعة سينية؛ 6، 9، 12، 16، 20 ميجا فولت إلكترونات.
- 2200 ماكنة أشعة سينية طبية (منها 1000 وحدة تصوير أسنان).
- 220 مصدر أشعة جامة صناعية، بفعالية من 0.2 - 100 كيوري.
- 250 مصدر أشعة جاما بحثية؛ بفعالية صغيرة (ميكرو كيوري).
- 20 مصدر نيترونات بحثي (ميلي كيوري).
- 3 مصادر إشعاع متعدد الاستخدامات تشمل: مسارع فان دي جراف (4 ميجا إلكترون فولت)؛ ووحدتا أشعة جامية، كوبالت- 60 (10,000 و100,000 كيوري (كانت الأخيرة قيد الإنشاء في حينه).
- 302 مصدر مشع (رزم وإبر طبية ومصادر معايرة ... الخ) بفاعليات منخفضة؛ واستخدامات مختلفة.

8- الخريطة الإشعاعية الطبيعية للمملكة: تضم 345 ألف قراءة إشعاعية، وتحويلها إلى خريطة كنتورية بالجرعات الإشعاعية الطبيعية الأرضية.
9- التعاون العلمي: التوقيع، عام 1994، على مذكرة تفاهم مع هيئة الطاقة الذرية الباكستانية لمساعدة الأردن في مجال بناء الإمكانيات النووية السلمية، وتأهيل القوى البشرية، وتقديم الخبرات الاستشارية لتنفيذ البرنامج النووي الأردني؛ وتوقيع اتفاقية مماثلة مع معهد الطاقة الذرية البولندي عام 1996؛ والتعاون الداخلي مع الجامعة الأردنية، لتنشيط البحث العلمي واقتراح مشاريع الدراسات العلمية الجامعية والإشراف عليها ؛ أنظر الإدارات والمصادر البشرية في البرنامج النووي الأردني.
10- العلاقات الدولية: توقيع عدد من الاتفاقيات مع الوكالة الدولية للطاقة الذرية لتسهيل الحصول على دعم الوكالة ومواكبة قضايا الأمن والأمان النووي؛ أنظر الإدارات والمصادر البشرية في البرنامج النووي الأردني.
+

## مراحل تطور العمل في الطاقة النووية في الأردن
بالنظر إلى تطور العمل في الطاقة النووية في الأردن خلال الثلاثة والثلاثين عاماً التي مرت عليه، يمكن تحديد 4 مراحل متمايزة، مر بها العمل في هذا المشروع؛ وهي كما يلي:

### مرحلة التأسيس من 1980- 1987
بدأت هذه المرحلة في وزارة الصناعة والتجارة، عام 1980، واستكملت في وزارة الطاقة والثروة المعدنية، بعد إنشائها، في شهر تشرين الثاني، عام 1984، وانتهت بصدور قانون الطاقة النووية والوقاية من الإشعاع رقم 14 لسنة 1987؛ حيث ترسخت هيكلية الطاقة النووية، في الأردن، بنص القانون، على شكل قسم في الوزارة هو «قسم الطاقة النووية».

### مرحلة التوسع من 1987- 1997
تمت هذه المرحلة في وزارة الطاقة والثروة المعدنية؛ وشهدت المباشرة في تنقيذ الخطط ومشاريع البنية التحتية والبنية المؤسسية. ولقد أسفرت هذه المرحلة عن إنشاء 28 مشروعاً وطنياً في مجال الاستخدامات السلمية للطاقة النووية والوقاية من الإشعاع، مدعومة من الوكالة الدولية للطاقة الذرية؛ بما فيها: مشروع المفاعل النووي البحثي؛ ومشروع اليورانيوم؛ ومشروع تخطيط التوسع في شبكة الكهرباء؛ ومشروع المشعع الجامي (البحثي والتجاري)؛ ومشروع مطرح النفايات المشعة؛ في منطقة سواقة؛ والمبنى الدائم لهيئة الطاقة النوية ومختبراتها (مركز البحوث النووية)، في منطقة شفى بدران؛ والحصول على الموافقة الرسمية لإنشاء هذه الهيئة.

### مرحلة الاستقرار من 1997 - 2007
تمت هذه المرحلة في وزارة الطاقة والثروة المعدنية قبل إنشاء هيئة الطاقة النووية، عام 2001؛ واستمرت في الهيئة؛ وشهدت التركيز على الأعمال والنشاطات الخدمية ومتابعة مشاريع المرحلة السابقة، بدون أي توسع.

### مرحلة المشاريع الكبرى (مصادر الطاقة) ابتداءٌ من 2007-
بجري تنفيذ هذه المرحلة حالياً 
في هيئة الطاقة الذرية الأردنية التي شهدت الإعلان عن النية في تنفيذ مشروع نووي يضم 4 محطات نووية، لسد حاجة المملكة من الكهرباء والمياه المحلاة بالطاقة النووية، بدءاً من عام 2015، الذي سيشهد تشغيل أول محطة نووية؛ وتحويل الأردن إلى بلد مصدر للطاقة بحلول عام 2030، ومركز إقليمي لإنتاج وتصدير اليورانيوم بدءاً من عام 2012؛ وهو المشروع الذي ينظر إليه من بعض الخبراء والمختصين وذوي الشأن بأنه أكبر من قدرة الأردن على: تمويله، وتنفيذه، وإدامته.